# لاري براندنبورغ
لاري براندنبورغ (بالإنجليزية: Larry Brandenburg)‏ مواليد 3 مايو 1948 في واباشا، هو ممثل أمريكي بدأ مسيرته الفنية سنة 1984.

## الأعمال
- غريز أناتومي
- مونك
- كولد كيس
- جلد
- بوسطن العامة
- الغارديان
- الجناح الغربي
- المسحورات
- ذا براكتيس
- ممسوس بملاك

## روابط خارجية
- لاري براندنبورغ على موقع IMDb (الإنجليزية)
- لاري براندنبورغ على موقع ألو سيني (الفرنسية)
- لاري براندنبورغ على موقع أول موفي (الإنجليزية)
- لاري براندنبورغ على موقع قاعدة بيانات الأفلام السويدية (السويدية)
- لاري براندنبورغ على موقع قاعدة بيانات الفيلم (الإنجليزية)
- لاري براندنبورغ على موقع كينوبويسك (الروسية)